# مزرعه راست بود
مزرعه راست بود یک منطقهٔ مسکونی در ایران است که در دهستان صحرای باغ واقع شده‌است.